# Tacoma Rockets
Tacoma Rockets byl americký juniorský klub ledního hokeje, který sídlil v Tacomě ve státě Washington. V letech 1991–1995 působil v juniorské soutěži Western Hockey League. Zanikl v roce 1995 přestěhováním do Kelowny, kde byl vytvořen tým Kelowna Rockets. Své domácí zápasy odehrával v hale Tacoma Dome s kapacitou 17 100 diváků. Klubové barvy byly petrolejová, červená, černá a bílá.
Nejznámější hráči, kteří prošli týmem, byli např.: Tuomas Grönman, Michal Grošek, Scott Hannan, Joel Kwiatkowski, Kyle McLaren, Brett McLean, Lasse Pirjetä, Michal Sýkora nebo Václav Varaďa.

## Přehled ligové účasti
Zdroj: 
- 1991–1995: Western Hockey League (Západní divize)